# Notre-Dame-de-Bonsecours
Notre-Dame-de-Bonsecours es un municipio canadiense situado en la provincia de Quebec.

## Superficie
Notre-Dame-de-Bonsecours tiene una superficie de 258,36 km².

## Demografía
En 2021, tenía 285 habitantes, una densidad poblacional de 1,1 hab./km², y 166 viviendas.